# Lutte aux Jeux méditerranéens de 2001
Navigation
Édition précédente Édition suivante
Les compétitions de lutte des Jeux méditerranéens de 2001 se sont déroulées à Tunis en Tunisie.

## Épreuves au programme
| ● | Compétitions | ● | Finale |

|              | Juin-Juillet |    |    |    |    |    |    |    |    |    |
|              | 26           | 27 | 28 | 29 | 30 | 01 | 02 | 03 | 04 | 05 |
| Compétitions | ●            | ●  | ●  | ●  | ●  | ●  |    |    |    |    |

## Résultats

### Hommes
| Épreuves            | Or                    | Argent                 | Bronze               |
| Lutte gréco-romaine |                       |                        |                      |
| moins de 54 kg      | Mücahit Vardal        | Mohamed Abou El Ala    | Hamou Oubrick        |
| moins de 58 kg      | Djamel Ainaoui        | Norbert Futo           | Ashraf El Gharably   |
| moins de 63 kg      | Bünyamin Emik         | Christos Gikas         | Zakaria Al-Nashid    |
| moins de 69 kg      | Christophe Guénot     | Yasser Saleh           | Selahattin Güngör    |
| moins de 76 kg      | Taner Akbulut         | Alexios Kolitsopoulos  | Dalibor Busic        |
| moins de 85 kg      | Ibrahim Mohamed       | Amor Bach Hamba        | Theofanis Anagnostou |
| moins de 97 kg      | Karam Gaber           | Konstantinos Thanos    | Serkan Özden         |
| moins de 130 kg     | Yekta Yılmaz Gül      | Xenofon Koutsioumpas   | Omrane Ayari         |
| Lutte libre         |                       |                        |                      |
| moins de 54 kg      | Amirán Kardánof       | Firas Alrifaie         | Mubyettin Uzun       |
| moins de 58 kg      | Tevfik Odabaşı        | Themistoklis Iakovidis | Hassan Aly Aboutaleb |
| moins de 63 kg      | Bezik Aslanasvili     | Orazio Scafini         | Omer Cubukcu         |
| moins de 69 kg      | Yüksel Şanlı          | Ahmad Al Ossta         | Theodoros Kemeridis  |
| moins de 76 kg      | Fahrettin Özata       | Ioannis Athanasiadis   | Salvatore Rinella    |
| moins de 85 kg      | Nuri Zengin           | Lazaros Loizidis       | Angelo Camarda       |
| moins de 97 kg      | Aftandil Xanthopoulos | William Rombouts       | Kasim Sakiroglu      |
| moins de 130 kg     | Zekeriya Güçlü        | Abdelwahab Hesham      | Theofilos Ampatzis   |

### Femmes
| Épreuves       | Or                  | Argent                  | Bronze                  |
| Lutte libre    |                     |                         |                         |
| moins de 46 kg | Fadhila Louati      | Agoro Papavasiliou      | Farah Touchi            |
| moins de 51 kg | Sofia Poumpouridou  | Nadir Ugrum Percin      | Annalisa Debiasi        |
| moins de 56 kg | Salma Ferchichi     | Minerva Montero Perez   | Anna Gomis              |
| moins de 62 kg | Diletta Giampiccolo | Stavroula Zygouri       | Rim Garram              |
| moins de 68 kg | Lise Legrand        | Yousria Magdy Elberhamy | Unda Gonzales de Maider |
| moins de 75 kg | Saida Riabi         | Fanny Gai               | Maria Papageorgiou      |